# Episodi di Mr. Cooper (quinta stagione)
La quinta stagione della serie televisiva Mr. Cooper è stata trasmessa in anteprima negli Stati Uniti d'America dalla ABC tra il 21 giugno 1997 e il 30 agosto 1997.
| nº | Titolo originale | Titolo italiano | Prima TV USA   | Prima TV Italia |
| -- | ---------------- | --------------- | -------------- | --------------- |
| 1  | The Ring         |                 | 21 giugno 1997 |                 |
| 2  | Please Don't Go  |                 | 28 giugno 1997 |                 |
| 3  | The In-Laws      |                 | 5 luglio 1997  |                 |
| 4  | Security         |                 | 12 luglio 1997 |                 |
| 5  | The Spa          |                 | 19 luglio 1997 |                 |
| 6  | The Dance        |                 | 2 agosto 1997  |                 |
| 7  | One on One       |                 | 9 agosto 1997  |                 |
| 8  | The Swami        |                 | 15 agosto 1997 |                 |
| 9  | The Argument     |                 | 16 agosto 1997 |                 |
| 10 | Lifesaver        |                 | 22 agosto 1997 |                 |
| 11 | The Idol         |                 | 23 agosto 1997 |                 |
| 12 | Party, Party     |                 | 29 agosto 1997 |                 |
| 13 | Getting Personal |                 | 30 agosto 1997 |                 |